# Тахіон (БПЛА)
«Тахіон» (рос. Тахион) — малий електричний безпілотний літальний апарат (БПЛА). Який застосовується вдень і вночі, у різних метеоумовах для розвідки або ж коригування вогню у видимому та інфрачервоному діапазонах хвиль.
БПЛА призначений для спостереження, цілевказівки, коригування вогню, оцінки шкоди. Ефективний у проведенні аерофото- та відеозйомки на видаленні. Може використовуватися як ретранслятор зв'язку.

## Історія
Апарат створений компанією ТОВ «Іжмаш — Безпілотні системи» та представлений у 2012 році. У січні 2015 року розпочалися державні випробування модифікації БПЛА, що працюють від паливних елементів, а не від акумуляторів. На озброєння розвідувальних підрозділів Центрального військового округу (ЦВО) ЗС Росії на початку 2015 року надійшли безпілотні літальні апарати «Тахіон». На початку 2016 року апарати надійшли на озброєння російської військової бази у Вірменії.
Безпілотний літальний апарат розроблений за аеродинамічною схемою «літаюче крило» і складається з планера із системою автоматичного керування автопілотом, органів управління та силової установки, бортової системи живлення, системи посадки на парашуті та знімних блоків цільового навантаження. Запускається за допомогою катапульти. Метод посадки — автоматично з парашутом.
Як паливо для БПЛА, що працюють від паливних елементів, використовується стислий водень, як окислювач — атмосферний кисень.

## Склад
- безпілотний комплекс складається з двох БПЛА,
- комплекту змінних модулів корисного навантаження,
- станції наземного управління та катапульти.

Корисне навантаження включає змінні модулі з тепловізійною камерою, кольоровою відеокамерою на гіростабілізованій поворотній платформі, фотокамерою, апаратурою ретрансляції.

## Тактико-технічні характеристики
- Злітна вага, кг — 25
- Довжина, мм — 610
- Розмах крил, мм — 2000
- Вага корисного навантаження, кг — 5,0
- Двигун електричний
- Швидкість польоту,
  - км/год: — максимальна — 120
  - крейсерська — 65
- Висота польоту, м:
  - максимальна — 4000
  - мінімальна — 50
- Тривалість польоту, год — 2
- Радіус дії, км — 40
- робочий діапазон температур — від -30 до +40 за Цельсієм

## Оператори
- Росія:
  - Сухопутні війська;[3][1]
  - Північний флот: підрозділ з боротьби з підводними диверсантами;[4]

## Застосування

### Російсько-українська війна
Докладніше: Війна на сході України та Російська зброя на Донбасі
2014-му, ці дрони вперше були помічені на сході України та збиті українськими військовими.